# キム・ジヘ
キム・ジヘ（韓国語: 김지혜、英語: Jihye Kim、1月22日生まれ）は、大韓民国出身の元舞踊家であり、ピラティス指導者である。クラシカル・ピラティスの体系を継承したジェイ・グライムズ（Jay Grimes）に師事し、韓国を拠点に国内外で教育およびワークショップを行っている。

## 学歴と経歴
ソウル特別市出身。舞踊芸術学の学士号および修士号を取得し、卒業後は舞踊家・振付家として活動した。その後、ピラティス指導者へと転向した。
2004年よりピラティスの指導を開始。ジェイ・グライムズが選抜・指導したロサンゼルスの養成課程「The Work」を修了し、2024年にグライムズが逝去するまで彼のメソッドを継承した。

## 活動
キムは、POP PILATES™やApprentice of Contrology®といった教育課程を運営し、クラシカル・ピラティスを中心とした教育活動を展開している。2024年にはグライムズ追悼ワークショップにプレゼンターとして参加し、アメリカ、カナダ、ベルギー、日本などで招待講師を務めた。また、「オリジナル・クラス（Original Class）」と称してクラシカル・ピラティスの教授法を導入し、韓国内に普及させた。

## 国際的活動
- 2025年 ベルギー・ブルッヘ、クラシカル・ピラティス・コンベンション プレゼンター
- 2024年 アメリカ・ロサンゼルス、ヴィンテージ・ピラティス ワークショップ プレゼンター
- 2024年 カナダ・バンクーバー、ワークショップ プレゼンター
- 2023年 アメリカ・ハワイ、クラシカル・ピラティス 招待講師
- 2023年 アメリカ・アトランタ、クラシカル・ピラティス・コンベンション プレゼンター
- 2019年 アメリカ・ロサンゼルス、日本・大阪 招待講師

## 韓国内での活動
- 2025年 IDEA Korea プレゼンター[1]
- 2025年 Wanderlust Korea プレゼンター[2][3]
- 2024年 IDEA Korea プレゼンター[4]
- 2023年 AFIC Asia プレゼンター[5]
- 2022年 Jay's Apprentice プレゼンター
- 2021年 IDEA Korea プレゼンター[6]

## 受賞
- 2025年 IDEA Inspirational Fitness Educator of the Year[7]
- 2010年 ソウル国際舞踊祭 最優秀賞[8]
- 2009年 国際現代舞踊祭 新進振付家選定[9]

## 著書
- 『私たち初めてだから』（2025年、ISBN 979-11-967921-8-3）
- 『私の第二の情熱』（2021年、ISBN 979-11-967921-7-6）[10][11][12][13]